# Francisco Fernández de la Cueva (viceré 1619)
Francisco Fernández de la Cueva ottavo duca di Alburquerque, marchese di Cuéllar, conte di Ledesma e Huelma (Barcellona, 1619 – Madrid, 27 marzo 1676) è stato un ufficiale militare spagnolo e viceré della Nuova Spagna tra il 15 agosto 1653 ed il 15 settembre 1660. Fu anche viceré di Sicilia dal 1668 al 1670.

## Biografia
Fernández de la Cueva nacque in una famiglia aristocratica spagnola. Si arruolò nell'esercito molto giovane. Servì nella fanteria nelle Fiandre. In seguito, come generale di cavalleria, combatté in difesa di Tortosa e nell'assedio di Barcellona del 1650.
Fece ingresso formale a Città del Messico per prendere le redini del governo il 15 agosto 1653. Era accompagnato dalla moglie, Juana de Armendáriz, marchesa di Cadereyta, figlia di Lope Díez de Armendáriz, uno dei precedenti viceré di Nuova Spagna.
A causa della guerra con gli inglesi temeva l'invasione dei territori spagnoli del Nuovo Mondo. Per questo motivo rafforzò le difese di Veracruz e di San Juan de Ulúa sulla costa orientale della colonia. Inviò anche armi e munizioni in Giamaica, a Cuba ed in Florida.

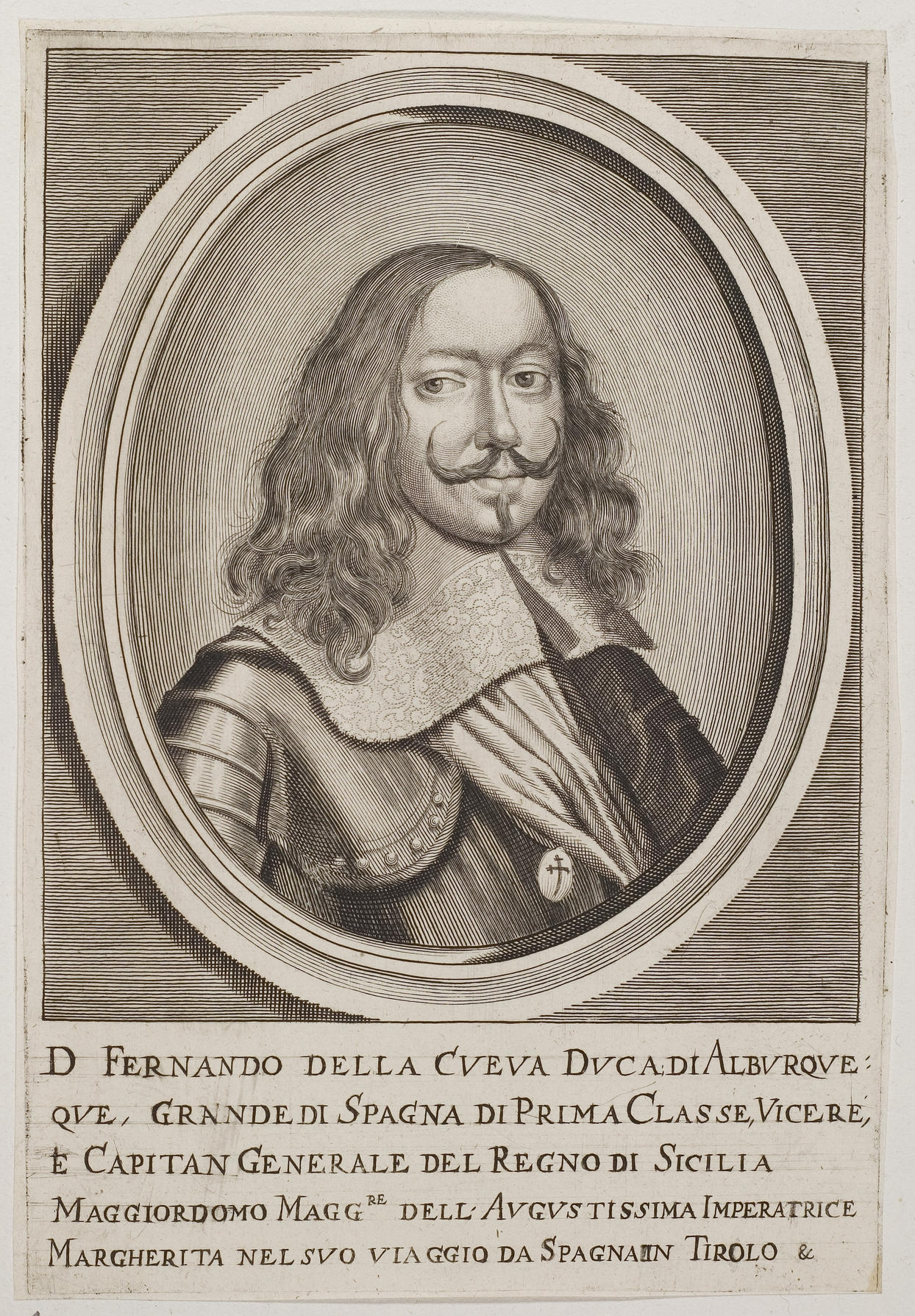
Francisco Fernández de la Cueva, ottavo duca di Alburquerque

Aumentò il commercio con le Filippine, il Siam e Cochinchina, mandando mercurio, salgemma ed altri prodotti minerari. Ordinò di riprendere il conio di monete d'oro (sospeso dal viceré Antonio de Mendoza). Raccolse rendite reali con attenzione, mandando in Spagna grandi quantità di argento. Rinforzò l'Armada de Barlovento, che controllava costa e navi. Ordinò la costruzione a Campeche di nuove navi per il commercio costiero ed oltremare. Riparò l'acquedotto rifornendo d'acqua Città del Messico.
Questo viceré accelerò la costruzione della nuova cattedrale di Città del Messico, visitandola ogni pomeriggio, scalando le impalcature e dando ricompense monetarie ai lavoratori.
Durante la visita alla cattedrale del 12 marzo 1660, un soldato diciannovenne, Manuel Ledesma y Robles, attaccò il viceré con una spada, senza riuscire ad ucciderlo. L'attentatore fu subito arrestato, processato e trasportato in giro per la città per poi tornare alla Plaza Mayor, dove fu impiccato il giorno successivo.
La città di Alburquerque (notare la differenza di scrittura con l'attuale nome) fu fondata il 7 febbraio 1660 in Nuovo Messico sotto la sua direzione. Garantì proprietà terriere ad oltre 100 famiglie spagnole.
Gli scrittori di questo periodo attribuirono a questo governo un forte incoraggiamento dello sviluppo di scienze ed arti. Il suo palazzo fu considerato un modello di eleganza e buon gusto.
Lasciò la Nuova Spagna per Madrid nel settembre 1660. In seguito fu nominato tenente generale della marina. Fu anche ambasciatore straordinario a Vienna per accompagnare la principessa Margherita Teresa, figlia di re Filippo IV, quando sposò suo zio, Leopoldo I. Nel 1668 Fernández de la Cueva fu nominato viceré della Sicilia, dove rimase per due anni.
Morì nel marzo del 1676 nel palazzo reale di Madrid.

## Ascendenza
|                                                                                  |                                                         |                                                                  | Genitori                                                   |  |  | Nonni |  |  | Bisnonni                   |  |  | Trisnonni                                                          |  |
|                                                                                  |                                                         |                                                                  |                                                            |  |  |       |  |  | Diego de la Cueva y Toledo |  |  | Francisco Fernández de la Cueva y Mendoza, II duca di Alburquerque |  |
|                                                                                  |                                                         |                                                                  |                                                            |  |  |       |  |  | Diego de la Cueva y Toledo |  |  | Francisco Fernández de la Cueva y Mendoza, II duca di Alburquerque |  |
|                                                                                  |                                                         | Francesca Alvarez de Toledo                                      |                                                            |  |  |       |  |  | Diego de la Cueva y Toledo |  |  |                                                                    |  |
| Beltrán III de la Cueva y Cardenas, VI duca di Alburquerque                      |                                                         |                                                                  |                                                            |  |  |       |  |  | Diego de la Cueva y Toledo |  |  |                                                                    |  |
|                                                                                  |                                                         | Maria de Castilla y Cardenas                                     | Juan de Castilla                                           |  |  |       |  |  |                            |  |  |                                                                    |  |
|                                                                                  |                                                         | Maria de Castilla y Cardenas                                     | Juan de Castilla                                           |  |  |       |  |  |                            |  |  |                                                                    |  |
|                                                                                  |                                                         | Maria de Castilla y Cardenas                                     | Maria de Cardenas                                          |  |  |       |  |  |                            |  |  |                                                                    |  |
| Francisco Fernández de la Cueva y Cueva, VII duca di Alburquerque                |                                                         | Maria de Castilla y Cardenas                                     |                                                            |  |  |       |  |  |                            |  |  |                                                                    |  |
|                                                                                  |                                                         | Francesco Fernández de la Cueva y Téllez, IV duca di Albuquerque | Beltrán II de la Cueva y Alvarez, III duca di Alburquerque |  |  |       |  |  |                            |  |  |                                                                    |  |
|                                                                                  |                                                         | Francesco Fernández de la Cueva y Téllez, IV duca di Albuquerque | Beltrán II de la Cueva y Alvarez, III duca di Alburquerque |  |  |       |  |  |                            |  |  |                                                                    |  |
|                                                                                  |                                                         | Francesco Fernández de la Cueva y Téllez, IV duca di Albuquerque | Isabella Téllez-Girón                                      |  |  |       |  |  |                            |  |  |                                                                    |  |
| Isabel de la Cueva y Fernández de Córdoba                                        |                                                         | Francesco Fernández de la Cueva y Téllez, IV duca di Albuquerque |                                                            |  |  |       |  |  |                            |  |  |                                                                    |  |
|                                                                                  |                                                         | Maria Fernández de Córdoba y Fernández de Córdoba                | Luis Fernández de Córdoba, II marchese di Comares          |  |  |       |  |  |                            |  |  |                                                                    |  |
|                                                                                  |                                                         | Maria Fernández de Córdoba y Fernández de Córdoba                | Luis Fernández de Córdoba, II marchese di Comares          |  |  |       |  |  |                            |  |  |                                                                    |  |
|                                                                                  |                                                         | Maria Fernández de Córdoba y Fernández de Córdoba                | Francesca Fernández de Córdoba                             |  |  |       |  |  |                            |  |  |                                                                    |  |
| Francisco Fernández de la Cueva y Enríquez de Cabrera, VIII duca di Alburquerque |                                                         | Maria Fernández de Córdoba y Fernández de Córdoba                |                                                            |  |  |       |  |  |                            |  |  |                                                                    |  |
|                                                                                  | Luis Enríquez de Cabrera, III duca di Medina de Rioseco | Luis Enríquez y Téllez-Girón, II duca di Medina de Rioseco       |                                                            |  |  |       |  |  |                            |  |  |                                                                    |  |
|                                                                                  | Luis Enríquez de Cabrera, III duca di Medina de Rioseco | Luis Enríquez y Téllez-Girón, II duca di Medina de Rioseco       |                                                            |  |  |       |  |  |                            |  |  |                                                                    |  |
|                                                                                  | Luis Enríquez de Cabrera, III duca di Medina de Rioseco | Ana de Cabrera y Moncada, V contessa di Módica                   |                                                            |  |  |       |  |  |                            |  |  |                                                                    |  |
| Luis Enríquez de Cabrera y Mendoza, IV duca di Medina de Rioseco                 | Luis Enríquez de Cabrera, III duca di Medina de Rioseco |                                                                  |                                                            |  |  |       |  |  |                            |  |  |                                                                    |  |
|                                                                                  |                                                         | Ana de Mendoza y Mendoza                                         | Diego Hurtado de Mendoza, XI conte di Saldana              |  |  |       |  |  |                            |  |  |                                                                    |  |
|                                                                                  |                                                         | Ana de Mendoza y Mendoza                                         | Diego Hurtado de Mendoza, XI conte di Saldana              |  |  |       |  |  |                            |  |  |                                                                    |  |
|                                                                                  |                                                         | Ana de Mendoza y Mendoza                                         | Maria Hurtado de Mendoza, VIII marchesa di Zenette         |  |  |       |  |  |                            |  |  |                                                                    |  |
| Ana Enríquez de Cabrera y Colonna                                                |                                                         | Ana de Mendoza y Mendoza                                         |                                                            |  |  |       |  |  |                            |  |  |                                                                    |  |
|                                                                                  |                                                         | Marcantonio II Colonna, principe di Paliano                      | Ascanio I Colonna, duca di Paliano                         |  |  |       |  |  |                            |  |  |                                                                    |  |
|                                                                                  |                                                         | Marcantonio II Colonna, principe di Paliano                      | Ascanio I Colonna, duca di Paliano                         |  |  |       |  |  |                            |  |  |                                                                    |  |
|                                                                                  |                                                         | Marcantonio II Colonna, principe di Paliano                      | Giovanna d'Aragona                                         |  |  |       |  |  |                            |  |  |                                                                    |  |
| Vittoria Colonna                                                                 |                                                         | Marcantonio II Colonna, principe di Paliano                      |                                                            |  |  |       |  |  |                            |  |  |                                                                    |  |
|                                                                                  |                                                         | Felicia Orsini                                                   | Girolamo Orsini                                            |  |  |       |  |  |                            |  |  |                                                                    |  |
|                                                                                  |                                                         | Felicia Orsini                                                   | Girolamo Orsini                                            |  |  |       |  |  |                            |  |  |                                                                    |  |
|                                                                                  |                                                         | Felicia Orsini                                                   | Francesca Sforza                                           |  |  |       |  |  |                            |  |  |                                                                    |  |
|                                                                                  |                                                         | Felicia Orsini                                                   |                                                            |  |  |       |  |  |                            |  |  |                                                                    |  |